# Moe Kare!!
Moe Kare!! (jap. 萌えカレ!!) ist eine Manga-Serie der japanischen Zeichnerin Gō Ikeyamada, die von 2005 bis 2006 in Japan erschien. Das Werk lässt sich in die Genre Shōjo und Romantik einordnen und umfasst über 1.300 Seiten.

## Inhalt
Die Schülerin Hikaru Wakamiya (若宮 ひかる, Wakamiya Hikaru) ist 15 Jahre alt und liebt Shōjo-Manga. Sie wünscht sich einen attraktiven Freund, der sie beschützt, wie aus einem dieser Mangas. Als sie an der Schule von Jugendlichen angegriffen wird, rettet sie der Junge Arata Ichikawa (壱川 新, Ichikawa Arata). Doch dieser küsst sie daraufhin und sie wendet sich angewidert ab. 
Bei einem arrangierten Gruppendate trifft sie Takara Honda (本田 宝, Honda Takara), der bis auf die Augenfarbe genauso aussieht wie Arata. Doch ist er zurückhaltend und freundlich. Hikaru findet heraus, dass Takara und Arata Halbbrüder sind, die sich jedoch wegen ihres unterschiedlichen Charakters nicht ausstehen können. Bald verlieben sich beide Halbbrüder in Hikaru und versuchen auf ihre Weise sie für sich zu gewinnen.
In späteren Abschnitten kommt mit Ami Kobayakawa (小早川 亜美, Kobayakawa Ami) noch eine weitere Hauptfigur hinzu. Die Austauschschülerin steht dabei schnell in Konkurrenz zu Hikaru.

## Veröffentlichung
Der Manga erschien von Juli 2005 bis 2006 im Manga-Magazin Shōjo Comic des Verlags Shogakukan. Die Kapitel erschienen auch in sieben Sammelbänden. Neben diesen erschienen einige Sonderausgaben, die teils zusätzliche Kapitel enthielten oder auch als Digital Comic vertont waren. Tong Li Publishing veröffentlicht den Manga auf Chinesisch in Taiwan, eine deutsche Fassung erschien von April 2011 bis März 2012 in ebenfalls sieben Bänden bei Egmont Manga und Anime.

### Sprecher der Digital Comics
| Rolle           | Japanischer Sprecher (Seiyū) |
| --------------- | ---------------------------- |
| Hikaru Wakamiya | Maria Yamamoto               |
| Arata Ichikawa  | Shinnosuke Tachibana         |
| Takara Honda    | Masakazu Morita              |